# Coccoloba boxii
Coccoloba boxii là một loài thực vật có hoa trong họ Rau răm. Loài này được (Sandwith) R.A.Howard mô tả khoa học đầu tiên năm 1956.